# Phedosia castaneobrunnea
Phedosia castaneobrunnea är en fjärilsart som beskrevs av Rothschild 1917. Phedosia castaneobrunnea ingår i släktet Phedosia och familjen tandspinnare. Inga underarter finns listade i Catalogue of Life.